# Adirondack Phantoms
Adirondack Phantoms byl profesionální americký klub ledního hokeje, který sídlil v Glens Falls ve státě New York. Své domácí zápasy hráli "Fantomové" v tamní aréně Glens Falls Civic Center. Klub působil v soutěži od roku 2009 jako záložní tým klubu NHL Philadelphia Flyers, v soutěži nahradil celek Philadelphia Phantoms (1996–2009), který v minulosti dvakrát ligu vyhrál. Od sezony 2014/15 místo Adirondacku bude působit v soutěži klub Lehigh Valley Phantoms.
Na stejném stadionu jako Phantoms hrával AHL v letech 1979–99 klub Adirondack Red Wings – čtyřnásobný držitel Calder Cupu. AHL ve městě zůstane, protože se sem rozhodlo přestěhovat svojí farmu vedení Calgary Flames, ta bude vystupovat pod názvem Adirondack Flames.
Phantoms se ve své premiérové sezóně 2009/10 nedokázali probojovat do play off a průměrná divácká návštěva na domácím stadionu (4,018) byla nižší, než bývala na původní klub ve Philadelphii. Tým skončil ve své divizi poslední a z celé AHL nasbírali méně bodů jen Springfield Falcons. I v sezoně 2010/11 patřil tým mezi nejslabší v soutěži a opět skončil již po základní části. Do play off se neprobojoval ani v následujících třech ročnících.
Šestého ledna 2012 odehráli Phantoms utkání s Hershey Bears pod širým nebem na baseballovém stadionu ve Philadelphii, který zhlédla rekordní návštěva na AHL – 45 653 (zápas vyhráli 4:3).

## Výsledky

### Základní část
Zdroj: 
| Sezona  | Zápasy | Výhry | Prohry | Prohry(pr.) | Prohry(s.n.) | Body | Góly vstřelené | Góly inkasované | Umístění v divizi   |
| ------- | ------ | ----- | ------ | ----------- | ------------ | ---- | -------------- | --------------- | ------------------- |
| 2009/10 | 80     | 32    | 41     | 3           | 4            | 71   | 199            | 251             | 7. ve Východní      |
| 2010/11 | 80     | 31    | 39     | 4           | 6            | 72   | 197            | 248             | 7. ve Východní      |
| 2011/12 | 76     | 37    | 35     | 2           | 2            | 78   | 204            | 217             | 3. v Severovýchodní |
| 2012/13 | 76     | 31    | 38     | 3           | 4            | 69   | 187            | 223             | 5. v Severovýchodní |
| 2013/14 | 76     | 30    | 38     | 2           | 6            | 68   | 182            | 225             | 4. v Severovýchodní |

### Play-off
bez účasti

## Klubové rekordy

### Za sezonu
Góly: 30, Jonathan Matsumoto (2009/10)
Asistence: 44, Erik Gustafsson (2010/11)
Body: 64, Jason Akeson (2013/14)
Trestné minuty: 331, Zac Rinaldo (2010/11)
Odehrané zápasy: 80, Jonathan Matsumoto (2009/10)
Průměr obdržených branek: 2.22, Mike Leighton (2010/11)
Procento úspěšnosti zákroků: .926, Mike Leighton (2010/11)

### Celkové
Góly: 58, Jason Akeson
Asistence: 114, Jason Akeson
Body: 172, Jason Akeson
Trestné minuty: 447, Brandon Manning
Čistá konta: 7, Mike Leighton
Vychytaná vítězství: 43, Mike Leighton
Odehrané zápasy: 256, Ben Holmstrom